# Jonesborough (Tennessee)
Jonesborough es un pueblo ubicado en el condado de Washington en el estado estadounidense de Tennessee. En el Censo de 2010 tenía una población de 5.051 habitantes y una densidad poblacional de 379,12 personas por km².

## Geografía
Jonesborough se encuentra ubicado en las coordenadas 36°17′45″N 82°28′36″O / 36.29583, -82.47667. Según la Oficina del Censo de los Estados Unidos, Jonesborough tiene una superficie total de 13.32 km², de la cual 13.32 km² corresponden a tierra firme y (0%) 0 km² es agua.

## Demografía
Según el censo de 2010, había 5.051 personas residiendo en Jonesborough. La densidad de población era de 379,12 hab./km². De los 5.051 habitantes, Jonesborough estaba compuesto por el 92.65% blancos, el 4.43% eran afroamericanos, el 0.12% eran amerindios, el 0.61% eran asiáticos, el 0% eran isleños del Pacífico, el 0.73% eran de otras razas y el 1.45% pertenecían a dos o más razas. Del total de la población el 1.78% eran hispanos o latinos de cualquier raza.